# Glaphyrocanthon
Glaphyrocanthon là một chi bọ cánh cứng thuộc họ Scarabaeidae.